# Barbate
Barbate là một đô thị trong tỉnh Cádiz, Tây Ban Nha. Theo điều tra dân số 2006 đô thị này có dân số là 22496 người.

## Liên kết ngoài

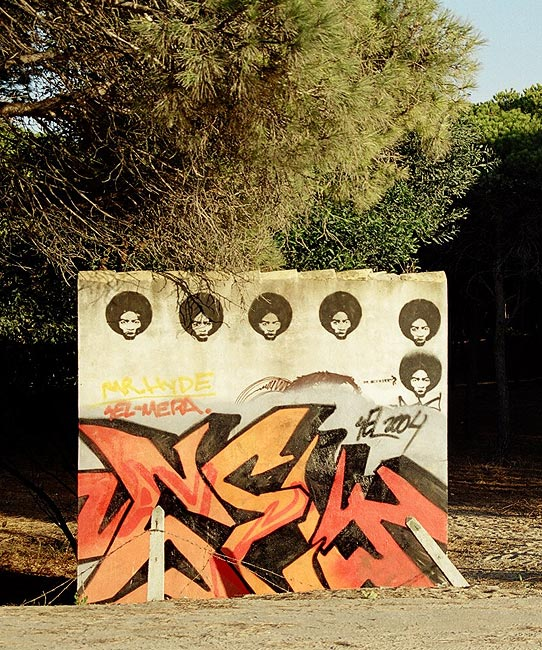
Graffiti in Barbate

## Dân số
| 1999   | 2000   | 2001   | 2002   | 2003   | 2004   | 2005   |
| ------ | ------ | ------ | ------ | ------ | ------ | ------ |
| 24.011 | 24.020 | 23.914 | 24.150 | 24.264 | 24.444 | 24.496 |

Nguồn: INE (Tây Ban Nha)

## Người nổi tiếng
- Paquirri